# 孫穀
孫穀（16世紀—17世紀），字子嗇，號偃虹、嗇齋，湖廣岳州府華容縣民籍江西进贤县人，明朝、南明政治人物。

## 生平
孫穀在萬曆二十八年（1600年）中庚子科江西乡试第四十七名舉人，三十五年（1607年）成進士，獲授杭州推官。之後歷任兵部郎中、山東參議、遼東南路監軍、江西副使，調任山東密雲副使，改河南按察副使，累遷廣東參政、浙江按察使、山西布政使，受任遼東巡撫未赴而歸鄉。
隆武帝繼位，起用孫穀為僉都御史，福京失陷後，他在景陵隱居直到去世，著有《槃譜梨床諸集》。

## 家族
曾祖孫宜，贡士。祖父孫斯亿。父孫羽侯，是萬曆十七年進士，官刑科右给事中；母謝氏，継母袁氏。具庆下。有弟孫瑴、孫慤。